# Pall Corporation
Pall Corporation ist ein Unternehmen aus den Vereinigten Staaten mit Firmensitz in Port Washington, New York.
Das Unternehmen produziert schwerpunktmäßig Filtrieranlagen und -produkte und ist daher in verschiedenen Bereichen tätig:
- „Industrial“ unter anderem: Raumfahrt, Verteidigung, Marine, Chemie, Mikroelektronik
- „Life Science“: Biopharmazie, Medizintechnik, Nahrungsmittel und Getränke

Die Firma wurde 1946 durch David B. Pall als Micro Metallic Corporation gegründet. In Deutschland unterhält Pall drei Standorte: Dreieich, Crailsheim und Bad Kreuznach.
Am 13. Mai 2015 kündigt der Mischkonzern Danaher Corporation an, den amerikanischen Filterspezialisten zu übernehmen. Im August 2015 erwarb Danaher Pall für 127,20 USD je Aktie bzw. rund 13,8 Mrd. USD.
Im Januar 2023 wurde der Geschäftsbereich Life Sciences von der Pall Corporation abgetrennt und mit Cytiva vereint. Cytiva, vormals GE Healthcare Life Sciences, ist seit 2020 ebenfalls Teil des Danaher-Konzerns.